# Sava (moško ime)
Sava je moško osebno ime.

## Izvor imena
Ime Sava je prišlo k nam s priseljenci iz Srbije, oziroma iz srbskega jezikovnega področja. Ime Sava   izhaja iz grškega imena Σαββας (Sabbas). Tako se je imenoval svetnik in puščavnik, ki je umrl leta 532 v samostanu sv. Save v Jeruzalemu. Grško ime razlagajo iz arabske besede saba v pomenu »ded, starec«.

## Pogostost imena
Po podatkih Statističnega urada Republike Slovenije je bilo na dan 31. decembra 2007 v Sloveniji število moških oseb z imenom Sava: 71.

## Osebni praznik
V koledarju je ime Sava zapisano 5. decembra (Sava, palestinski opat in puščavnik, † 5. dec. 532) in 14. januarja (Sava Nemanjić, srbski škof, † 14. jan. 1235).